# Elisabet de Nimes
Elisabet de Nimes (? - 29 de juny de 1050), comtessa consort de Barcelona (1039-1050).
Sobre els seus orígens hi ha diferents versions:
- L'erudit Joan Gaspar Roig i Jalpí (1624-1691) afirma que era filla del comte Sanç de Gascunya.
- Pròsper de Bofarull sosté que podria ser filla d'Ermengarda de Narbona i Llop Ató de Zuberoa[2].
- Probablement era filla de Raimon Bernat I de Nimes, vescomte de Nimes.

Es casà amb el comte de Barcelona Ramon Berenguer I, dit el Vell, al Monestir de Sant Cugat, el 14 de novembre de 1039.
- Berenguer de Barcelona (d. 1040 -a. maig 1045), mort infant.
- Arnau de Barcelona (d. 1040 -a. maig 1045), mort infant.
- Pere Ramon de Barcelona (? -a 1071), educat per a ser el comte successor, va haver de fugir després d'assassinar la seva madrastra Almodis.[4]
- Agnès de Barcelona, casada el 1070 amb Guigó II d'Albon.[5]